# 구이양시
구이양(귀양, 중국어 간체자: 贵阳, 정체자: 貴陽, 병음: Guìyáng))은 중화인민공화국 구이저우성의 성도이다. 시내에 숲이 무성하여 임성이라는 별명이 있다. 시의 이름은 구이양이 구이산의 남쪽에 있다는 것에서 유래하였다.
윈구이고원의 동쪽에 위치하고 오강의 지류인 난밍강의 북안에 위치한다. 도시의 해발고도는 1100 m이다.

## 지리
구이저우성 중앙부에 위치하여, 동쪽 및 남쪽은 첸난 부이족 먀오족 자치주, 서쪽은 안순시, 북쪽은 비제 지구, 쭌이시에 접한다.
구이양은 1990년대 이래 급격히 성장하였다. 도시의 중심부는 십자형으로 되어있고 원형교차점의 중심에 분수가 설치되어있다.
도시는 오강의 원류인 난밍강에 위치하고 강은 나중에 푸링에서 장강과 합류한다. 구이양은 천연의 교통 중심지로 비교적 쉽게 북쪽의 쓰촨성과 북동쪽의 후난성에 접근할 수 있다.
총 면적은 8,046.67 km2이고 이 중 2,889.79 km2가 경지로 35.91%를 차지하고 공원이 56.16 km2로 0.70%를 차지하며 삼림이 2662.58 km2로 33.09%를 차지한다. 목초지가 288.6 km2로 3.59%를 차지하고 주거 지대, 공업 지대, 도로, 강, 호수가 482.76 km2으로 6%를 차지하며 황무지가 1514.31 km2로 18.82%를 차지한다.

## 기후
구이양의 기후는 온난습윤한 아열대성 계절풍 기후로 겨울은 꽤 따뜻하고 여름은 시원하다. 사계절이 뚜렷하지는 않다. 온도가 극히 오르고 내리는 경우는 거의 없지만 계절에 걸맞지 않는 더위와 추위가 한동안 계속 나타나는 것이 일반적이다.
비가 연중 오고 겨울에는 이따금 돌풍이 몰아치기도 한다. 중국에서 가장 일조량이 적은 도시들 중 하나이다.
2000년에 구이양의 연평균 기온은 13.9°C로 평년보다 낮았고 연 강수량은 1424.5 mm으로 평년보다 많았다. 연일조시간은 1124.5시간으로 평년보다 161시간이 적었다.
| 구이양시 우당구의 기후                                      | 구이양시 우당구의 기후 | 구이양시 우당구의 기후 | 구이양시 우당구의 기후 | 구이양시 우당구의 기후 | 구이양시 우당구의 기후 | 구이양시 우당구의 기후 | 구이양시 우당구의 기후 | 구이양시 우당구의 기후 | 구이양시 우당구의 기후 | 구이양시 우당구의 기후 | 구이양시 우당구의 기후 | 구이양시 우당구의 기후 | 구이양시 우당구의 기후 |
| 월                                                          | 1월                    | 2월                    | 3월                    | 4월                    | 5월                    | 6월                    | 7월                    | 8월                    | 9월                    | 10월                   | 11월                   | 12월                   | 연간                   |
| ----------------------------------------------------------- | ---------------------- | ---------------------- | ---------------------- | ---------------------- | ---------------------- | ---------------------- | ---------------------- | ---------------------- | ---------------------- | ---------------------- | ---------------------- | ---------------------- | ---------------------- |
| 역대 최고 기온 °C (°F)                                      | 25.8 (78.4)            | 29.7 (85.5)            | 31.8 (89.2)            | 35.3 (95.5)            | 34.6 (94.3)            | 35.6 (96.1)            | 37.5 (99.5)            | 35.9 (96.6)            | 34.4 (93.9)            | 32.1 (89.8)            | 28.6 (83.5)            | 26.1 (79.0)            | 37.5 (99.5)            |
| 일평균 최고 기온 °C (°F)                                    | 8.2 (46.8)             | 11.7 (53.1)            | 16.2 (61.2)            | 21.5 (70.7)            | 24.4 (75.9)            | 26.2 (79.2)            | 28.4 (83.1)            | 28.7 (83.7)            | 25.7 (78.3)            | 20.2 (68.4)            | 16.2 (61.2)            | 10.6 (51.1)            | 19.8 (67.7)            |
| 일일 평균 기온 °C (°F)                                      | 4.6 (40.3)             | 7.3 (45.1)             | 11.2 (52.2)            | 16.2 (61.2)            | 19.5 (67.1)            | 21.9 (71.4)            | 23.8 (74.8)            | 23.5 (74.3)            | 20.6 (69.1)            | 16.0 (60.8)            | 11.7 (53.1)            | 6.6 (43.9)             | 15.2 (59.4)            |
| 일평균 최저 기온 °C (°F)                                    | 2.4 (36.3)             | 4.5 (40.1)             | 8.0 (46.4)             | 12.7 (54.9)            | 15.9 (60.6)            | 18.9 (66.0)            | 20.7 (69.3)            | 20.0 (68.0)            | 17.2 (63.0)            | 13.2 (55.8)            | 8.7 (47.7)             | 4.0 (39.2)             | 12.2 (53.9)            |
| 역대 최저 기온 °C (°F)                                      | −7.8 (18.0)            | −6.6 (20.1)            | −3.5 (25.7)            | 0.1 (32.2)             | 6.3 (43.3)             | 10.4 (50.7)            | 12.1 (53.8)            | 13.1 (55.6)            | 8.1 (46.6)             | 3.3 (37.9)             | −2.4 (27.7)            | −6.6 (20.1)            | −7.8 (18.0)            |
| 평균 강수량 mm (인치)                                       | 28.7 (1.13)            | 22.9 (0.90)            | 44.8 (1.76)            | 82.3 (3.24)            | 172.6 (6.80)           | 227.7 (8.96)           | 201.1 (7.92)           | 125.6 (4.94)           | 85.3 (3.36)            | 94.2 (3.71)            | 41.1 (1.62)            | 22.1 (0.87)            | 1,148.4 (45.21)        |
| 평균 강수일수 (≥ 0.1 mm)                                    | 15.4                   | 12.7                   | 15.4                   | 15.2                   | 16.6                   | 16.8                   | 15.6                   | 14.1                   | 10.8                   | 15.0                   | 11.0                   | 12.9                   | 171.5                  |
| 평균 강설일수                                               | 4.2                    | 2.4                    | 0.6                    | 0                      | 0                      | 0                      | 0                      | 0                      | 0                      | 0                      | 0.1                    | 1.5                    | 8.8                    |
| 평균 상대 습도 (%)                                          | 83                     | 78                     | 78                     | 76                     | 77                     | 82                     | 79                     | 77                     | 77                     | 81                     | 80                     | 78                     | 79                     |
| 평균 월간 일조시간                                          | 35.0                   | 55.4                   | 81.6                   | 107.7                  | 120.0                  | 98.8                   | 156.1                  | 171.3                  | 131.5                  | 82.0                   | 77.1                   | 53.6                   | 1,170.1                |
| 가능 일조율                                                 | 11                     | 17                     | 22                     | 28                     | 29                     | 24                     | 37                     | 43                     | 36                     | 23                     | 24                     | 17                     | 26                     |
| 출처: 중국기상국 (평년값: 1991년~2020년, 극값: 1951년~현재) |                        |                        |                        |                        |                        |                        |                        |                        |                        |                        |                        |                        |                        |

## 역사
옛날부터 소수민족이 할거하여, 전국시대에는 야랑국의 땅에서 만났다. 당나라는 현재의 귀양에 귀주를 두었다. 1283년 원나라 때에는 귀주 등 청장관사가 놓여 중주행중서성, 후에 호광행중서성에 속했다. 1292년에는 순원성(구이양)에 8번째 순원선위사가 설치되었다. 1413년 귀주 등 처승선 포정사사가 설치되었고, 성급행정 단위가 성립되어, 순원성이 그 중심이 되었다. 1569년에 귀양부라고 개칭하여 귀양의 이름이 시작되었다. 1659년 귀주 순무가 귀양에 주재해, 1666년에는 운귀 총독이 귀양에 주재하게 되었다.
1914년 구이양시로 승격하였고, 1949년 11월 5일 중공군에 의해 함락됐다. 11월 23일에 구이양시 인민정부가 탄생하였다.

## 행정구역
구이저우성의 성도인 구이양시는 7개의 시할구와 1개의 현급시 3개현으로 구성된다
| 구이양시 현급구역 | 이름     | 간자 |
| ----------------- | -------- | ---- |
|                   |          |      |
| 시할구            |          |      |
| 우당구            | 乌当区   |      |
| 바이윈구          | 白云区   |      |
| 윈옌구            | 云岩区   |      |
| 난밍구            | 南明区   |      |
| 화시구            | 花溪区   |      |
| 관산후구          | 观山湖区 |      |
| 현급시            |          |      |
| 칭전시            | 清镇市   |      |
| 현                |          |      |
| 슈원현            | 修文县   |      |
| 시펑현            | 息烽县   |      |
| 카이양현          | 开阳县   |      |

## 경제
구이양은 구이저우성의 경제 상업 개발 중심이다. 2008년 1인당 GDP는 19564위안(2864달러)으로 중국의 659개 도시 중 206위를 차지하였다.
1992년 구이저우성 내 유일한 구이양 하이테크 산업개발구가 시작되었고, 2000년에 재편을 하여, 신텐 하이테크 산업파크와 진양 과학기술 산업파크가 신설되었다.
석탄은 구이양과 안순 부근에서 채굴되고 구이양과 두윈에는 커다란 지열 발전소가 있어 도시에 전기를 공급한다. 1960년에 구이양에 대규모의 철강 공장이 세워져 지역의 기계 제조업에 공급된다.
북쪽에 많은 양의 보크사이트가 매장된 것으로 확인되었고 1970년대에 구이양은 주요 알루미늄 생산지가 되었다. 구이양은 또한 철도 차량과 설비 뿐만 아니라 계 설비를 제조한다. 대규모의 화학 산업에서 비료를 생산하고 고무 산업은 자동차 타이어를 제조한다. 구이양은 또한 방직 공장과 유리, 종이, 다른 소비재 등을 만드는 공장들이 있다.

## 교통
- 구이양 룽둥바오 국제공항
- 구이양 궤도교통

## 주민
23개의 민족이 거주하며 그 중 먀오족과 한족이 가장 많다.
2003년에 구이양의 인구는 345만이었고 그 중 165만 명이 도시에 거주하는 것으로 나타났다.

## 교육
구이양은 구이저우성의 문화 교육의 중심지이며, 대학과 전문대학, 의대가 있다.
- 구이저우 대학

## 자매 도시
- 뉴질랜드 파머스턴노스